# Ge (bướm nhảy)
Ge là một chi bướm ngày thuộc họ Bướm nâu.